# ローレンス・ルーク
ローレンス・ルーク（Lawrence Rooke、1622年3月13日 - 1662年6月27日）は、イギリスの天文学者。緯度の計測のために木星の衛星の観測や月食を観測し、基準の時刻をもとめる方法を用いた。
ロンドン近郊のデプトフォードに生まれた。イートン・カレッジを経てケンブリッジ大学キングス・カレッジで教育を受ける。グレシャム・カレッジの天文学と地理学の教授を務めた。航海のための緯度計測の方法を研究し、木星の衛星の位置の観測や月食を観測した。これらの観測は航海中の船上では困難であったが港や都市の緯度の計測に役立った。またロバート・ボイルの助手をつとめ、1660年に創立された王立協会の会員となった。